# St. Willibrord (Euchen)

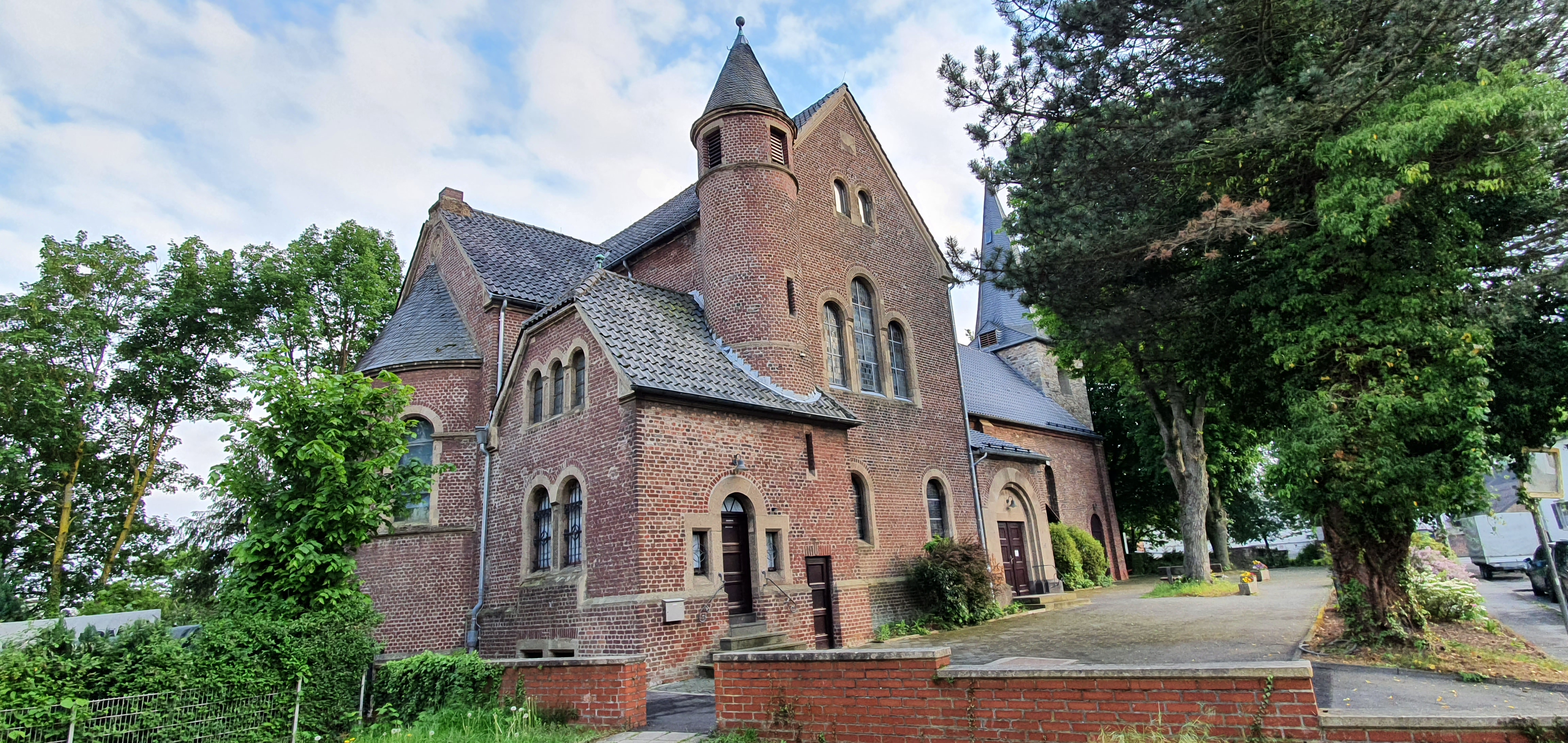
St. Willibrord Euchen (Würselen)

St. Willibrord ist eine römisch-katholische Kirche in Würselen-Euchen, und sie ist dem Patrozinium des heiligen Willibrord unterstellt. Die Kirche ist unter der Nummer A 09/K in die Liste der Baudenkmäler in Würselen eingetragen.
Die Gemeinde gehört zusammen mit den Gemeinden St. Balbina (Morsbach), St. Lucia (Broichweiden), St. Marien (Scherberg), St. Nikolaus (Linden-Neusen), St. Pius X. (Schweilbach/Teut), St. Sebastian (Würselen-Mitte) und St. Peter und Paul in Bardenberg zur Pfarrei St. Sebastian Würselen im Bistum Aachen.

## Geschichte
Euchen ist schon seit der Römerzeit besiedelt. Zwei römische Hofanlagen (Villa rustica) sind in unmittelbarer Nähe zur Kirche in Euchen gesichert. Im ältesten Teil der Kirche, dem Turm, sind römische Ziegel und Steine vermauert. Das genaue Alter des Turmes ist nicht bekannt, er geht wohl auf das Mittelalter zurück; vermutlich bis ins frühe 13. Jahrhundert.
Die erste schriftliche Erwähnung des Ortes Euchen findet sich in einer Urkunde in lateinischer Sprache aus dem Jahr 1217. In diesem Schriftstück übertrug der Herzog von Limburg und Markgraf von Arlon, Heinrich III., dem Kloster der Augustiner-Chorherren in Klosterrath (heute Rolduc) in Kerkrade in den Niederlanden verschiedene Güter.
Um 1300 war nach dem Liber valoris in Euchen bereits eine Kapelle vorhanden, die zur Mutterkirche in Broich gehörte. Der älteste Nachweis eines Friedhofes in Euchen ist eine kartografische Darstellung aus dem Jahr 1711, in der die zu besteuernden Grundstücke im Kirchspiel Broich erfasst wurden. Dieser Friedhof war damals der einzige Begräbnisplatz im Kirchspiel Broich. Bereits auf der Synode von Trebur im Jahr 895 erhielten die Pfarrkirchen die Pflicht, ihre Mitglieder auf Pfarrfriedhöfen zu bestatten. In Euchen war der Friedhof damals rund um die Kirche gelegen.
Im Jahr 1725 wurden das Kapellengebäude und Teile des Turms abgebrochen, und an gleicher Stelle wurde ein schlichter Barockbau errichtet. Diese Hallenkirche ist in fünf Joche unterteilt und hat einen geraden Chorabschluss. Der Bau wird mit dem Aachener Baumeister Laurenz Mefferdatis in Verbindung gebracht, der zur selben Zeit am Bau von St. Sebastian beteiligt war.
Die nächste große Veränderung fand im Jahr 1912 statt. Am 12. April 1905 war St. Willibrord wieder eigenständige Pfarre geworden und der erste Pfarrer wurde Heinrich Werhahn (* 7. Dezember 1870 in Neuss; † 23. November 1947 ebenda). Schon 1906 befasste sich der Kirchenvorstand mit seinen Plänen, die Kirche zu erweitern, um ein Querschiff / eine Vierung, einen großen Chor mit Apsis und eine neue Sakristei. Dafür wurden das letzte Joch des Baues von 1725 und ein hinter der Kirche liegender kleiner Anbau abgebrochen. Pfarrer Werhahn stammte aus einer reichen Unternehmerfamilie und seine Eltern Peter und Helene Werhahn (geborene Hahn) bürgten für einen großen Teil der Finanzierung. Der Großvater von Heinrich Werhahn ist Heinrich Hahn. Architekt dieser Erweiterung war der spätere Dombaumeister des Aachener Doms Joseph Bruchkremer. Am 4. August 1912 war die Grundsteinlegung und am 10. August 1913 wurde der Neubau eingesegnet. Die Kirchweihe erfolgte am 29. Juli 1916 durch Weihbischof Peter Joseph Lausberg aus Köln.
Im Ersten Weltkrieg führte Werhahn eine besondere Andacht zum Heiligsten Herzen Jesu ein.
St. Willibrord wurde während des Zweiten Weltkrieges im Oktober und November 1944 stark beschädigt. Pfarrer Werhahn verließ die Pfarre 1944 altersbedingt und zog zurück nach Neuss, wo er zwei Wochen vor Vollendung seines 77. Lebensjahres verstarb.

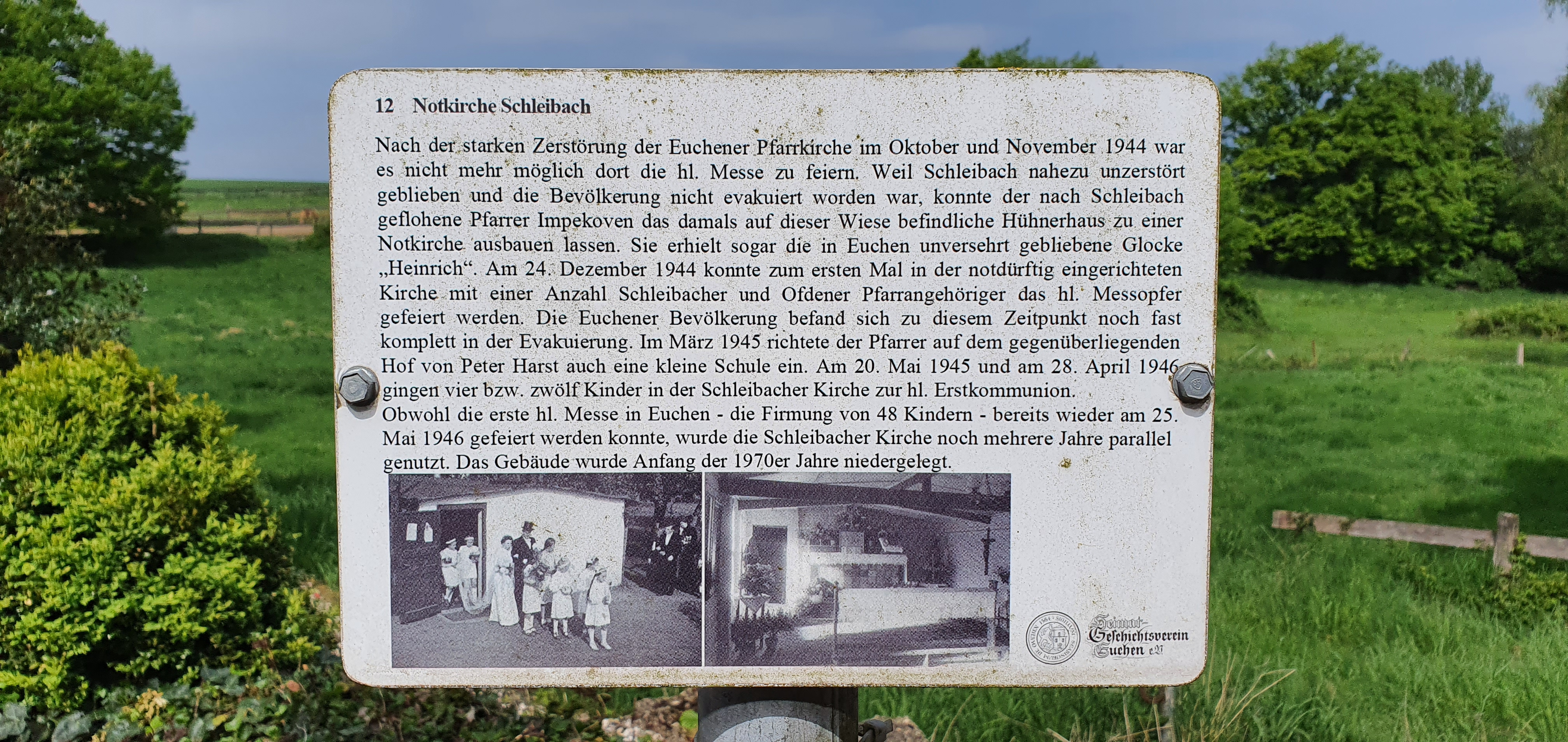
Hinweisschild zur Notkirche in Schleibach

Nach dem Krieg wurde in Schleibach in einem Hühnerhaus eine Notkirche eingerichtet, am 25. Mai 1946 wurde die erste Messe nach dem Krieg wieder in St. Willibrord gefeiert. Die Notkirche wurde weiterhin parallel genutzt. Die Wiedereröffnung von St. Willibrord war Ostern 1966.
Am 20. Januar 2014 begannen Restaurierungsarbeiten am Kirchturm und am Dach, die am 22. November 2016 mit der Anbringung des vergoldeten Wetterhahns beendet wurden.

## Ausstattung
Zu den ältesten Ausstattungsstücken gehören ein Beichtstuhl aus Eiche (Anfang 19. Jahrhundert), eine Muttergottesfigur mit Kind, eine Holzfigur des Kirchenpatrons Willibrord (beide Mitte 19. Jahrhundert) und das Taufbecken aus schwarzem Marmor, 1896 von den Eheleuten Johann Josef Theodor Pütgens und Maria Sophia Frings gestiftet. Eine lebensgroße Jesus-Statue aus weißem Marmor, 1916 von Pfarrer Werhahn gestiftet und dem Andenken an die im Krieg gefallenen Soldaten gewidmet, ist ein Werk des Aachener Bildhauers Lambert Piedboeuf.
1918, anlässlich des Herz-Jesu-Festes, stiftete Werhahn drei Chorfenster:
- Herz Jesu, Du Sühne für unsere Sünden (der Apostel Thomas berührt die Seitenwunde Christi),
- Herz Jesu, Du Quelle allen Trostes (Jesus tröstet Margareta Maria Alacoque) und
- Herz Jesu, Du Wonne aller Heiligen (Maria, Willibrord und ein Engel beten Jesus an).

Diese von der Glasmalerei Oidtmann aus Linnich hergestellten Fenster wurden im Zweiten Weltkrieg zerstört. 1986 wurde die Notverglasung durch Heiligendarstellungen ersetzt, Entwürfen des Künstlers Rudolf Mohren aus Linden-Neusen (Brigida von Kildare, Apostel Bartholomäus und Willibrord). 2004 wurden die Heiligendarstellungen ins Langhaus versetzt; im Chorraum sind seither Freie Kompositionen des Glasmalers Ludwig Schaffrath aus Alsdorf-Ofden zu sehen. Die fünf Fenster im Querschiff, Werke der Glasmalerin Maria Katzgrau, stammen von etwa 1950; sie zeigen Kreuzsymbole und beziehen Fragmente der älteren Verglasung ein.

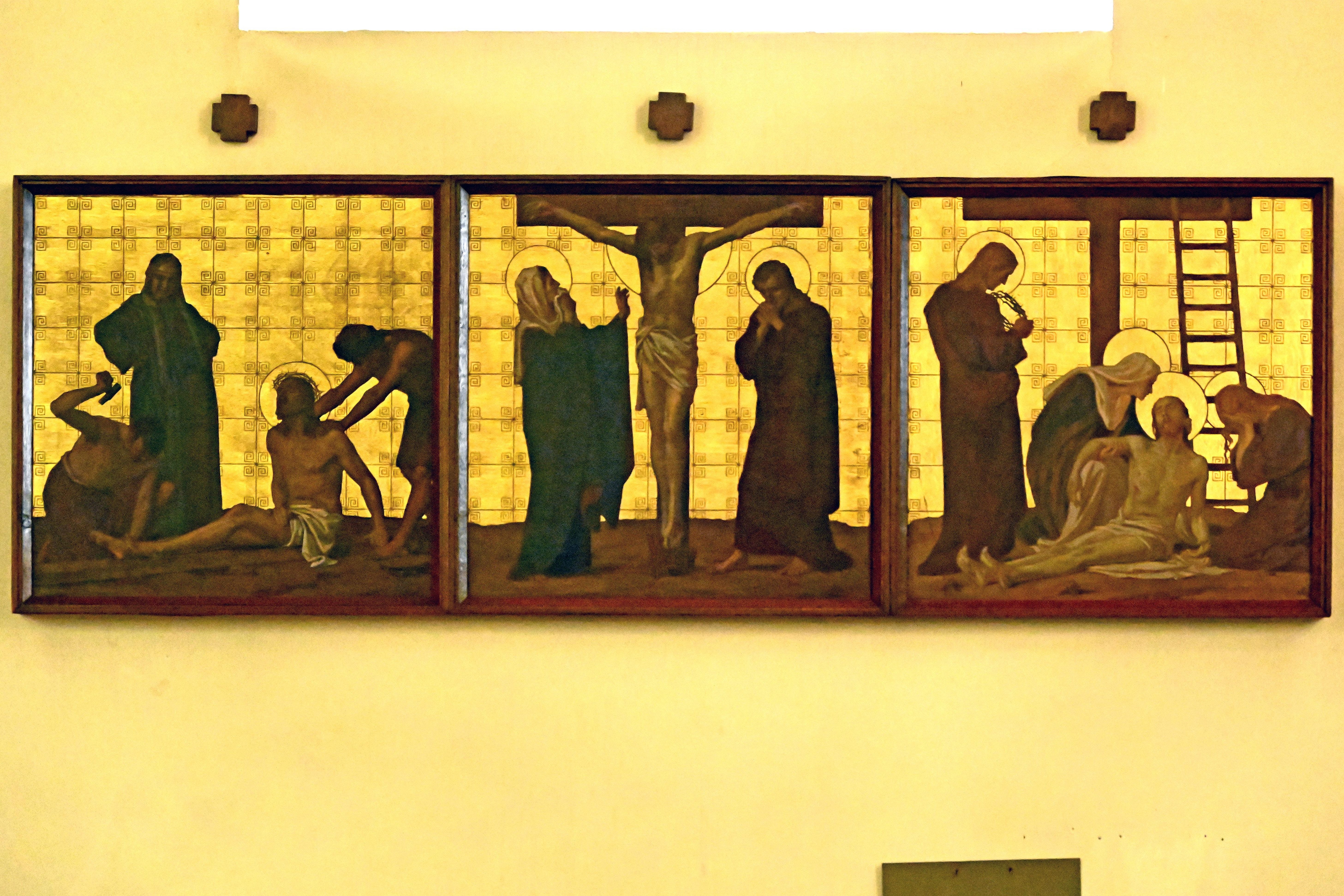
Kreuzweg von Michael Emonds-Alt

1920 wurde ein vom Aachener Künstler Michael Emonds-Alt auf Holz gemalter Kreuzweg in vierzehn Stationen gehängt.
Im Juli 1924 erfolgte die Ausmalung der Apsis im spätnazarenischen Stil durch den aus München stammenden Künstler Philipp Schumacher – der Darstellung des thronenden Christus liegt der Erlösungsgedanke zugrunde. 1944 wurde die Malerei beschädigt, nach dem Krieg weiß überstrichen, 1985 restauriert.
Zum 25-jährigen Pfarrjubiläum 1930 stiftete Pfarrer Werhahn ein Altaroberteil aus pentelischem Marmor für den Hochaltar. Das Altarunterteil trug drei vergoldete Bronzereliefs mit den Themen:
- Die Segnung Abrahams durch Melchisedek
- Das Gleichnis vom verlorenen Schaf
- Die Opferung Isaaks‘ durch seinen Vater Abraham

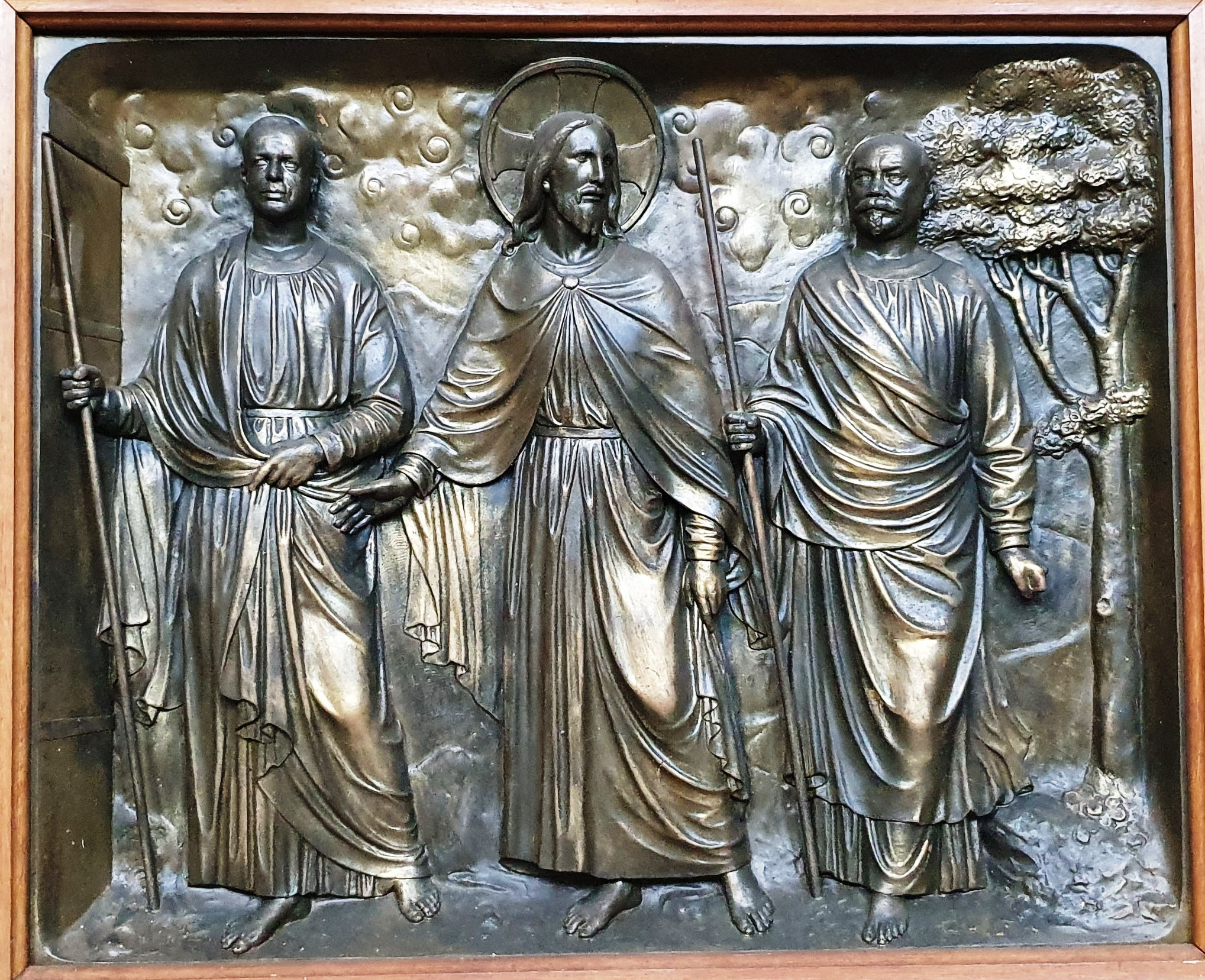
Jesus auf dem Weg nach Emmaus
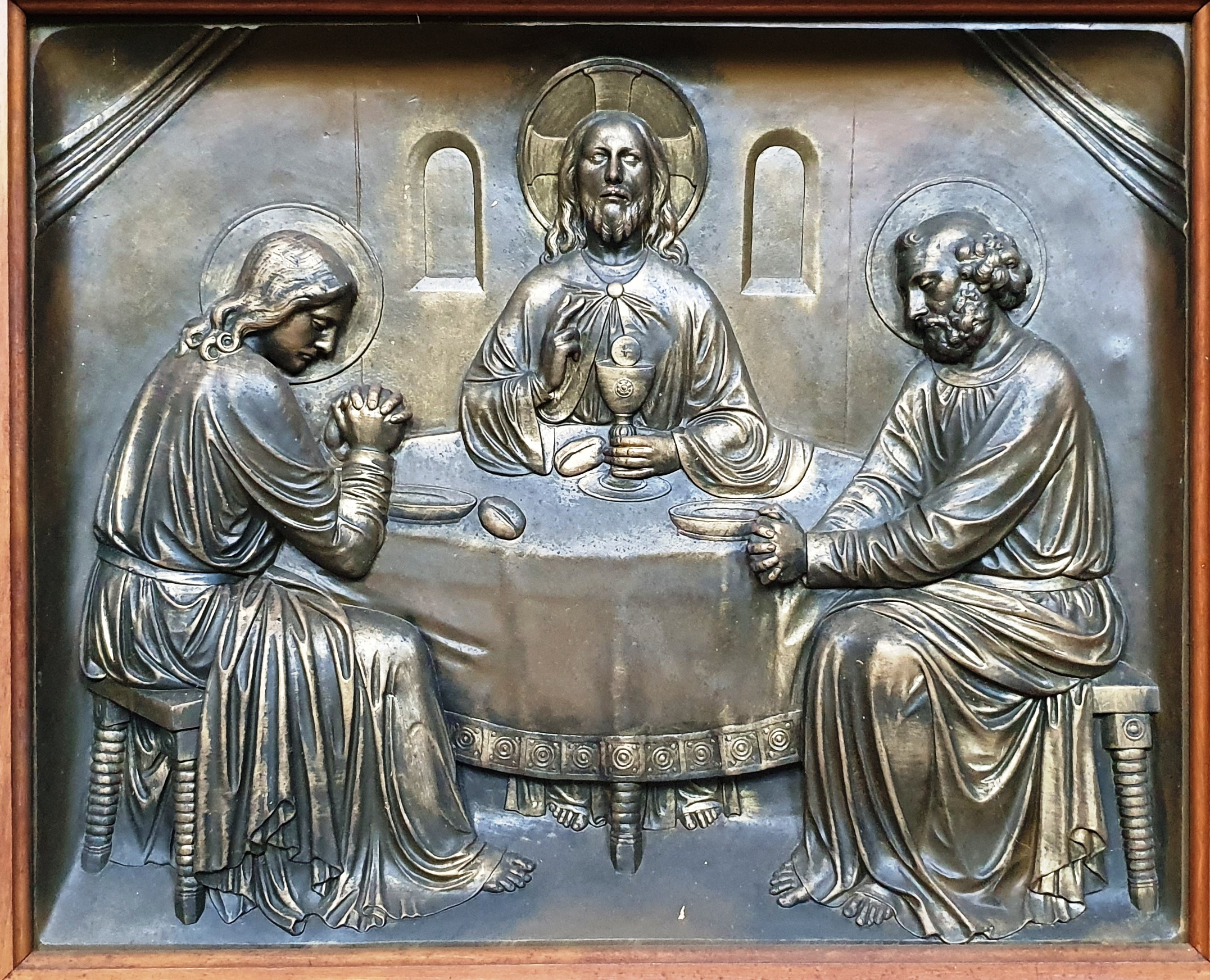
Jesus bricht das Brot mit den Emmausjüngern

Das neue Oberteil hatte ebenfalls drei Bronzereliefs, welche von Lambert Piedboeuf sind:
- Die Verkündigung Mariens (dahinter war der Tabernakel)
- Jesus auf dem Weg nach Emmaus (auf der Epistelseite)
- Jesus bricht das Brot und gibt sich den Emmausjüngern zu erkennen (auf der Evangelienseite)

In dem Relief auf der Epistelseite gab der Künstler den Jüngern die Gesichtszüge von Pfarrer Werhahn und des Stifters Peter Werhahn. Der Altar wurde im Krieg zerstört, die sechs Reliefs sind (teils leicht beschädigt) noch erhalten. Der neue Altar wurde 1976 aufgestellt und ist von Sepp Hürten.
Die Familie Werhahn stiftete 1938 der Kirche eine Kanzel aus buntem Marmor, die der Marmorkanzel Kaiser Wilhelms II. des Aachener Doms nachempfunden war und nach Plänen von Joseph Buchkremer angefertigt und durch die Firma Peter Kessel aus Aachen realisiert wurde. Sie wurde im Zweiten Weltkrieg zerstört.
Im Juli 1929 erhielt die Kirche eine Orgel von der Firma Orgelbau Romanus Seifert & Sohn. Die Orgel hatte 29 Register, 1560 Pfeifen und 61 Stahlplatten für ein Harfenregister. Im Zweiten Weltkrieg wurde sie zerstört. Am 9. September 1956 wurde die neue Orgel eingeweiht.

## Friedhof
Auf dem Friedhof sind heute noch Grabsteine aus dem frühen 17. Jahrhundert zu finden. Der älteste ist von 1636.

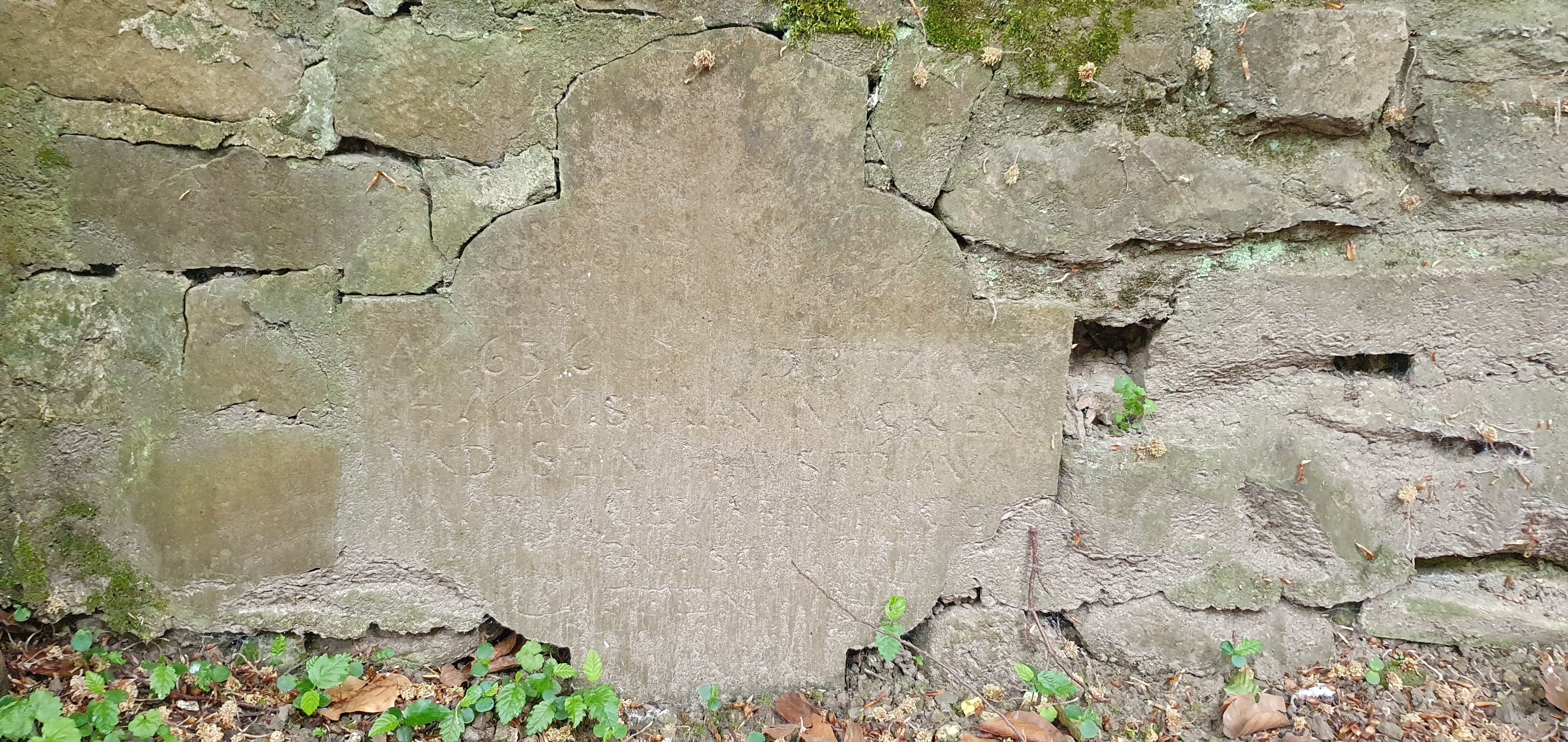
Grabstein von 1636
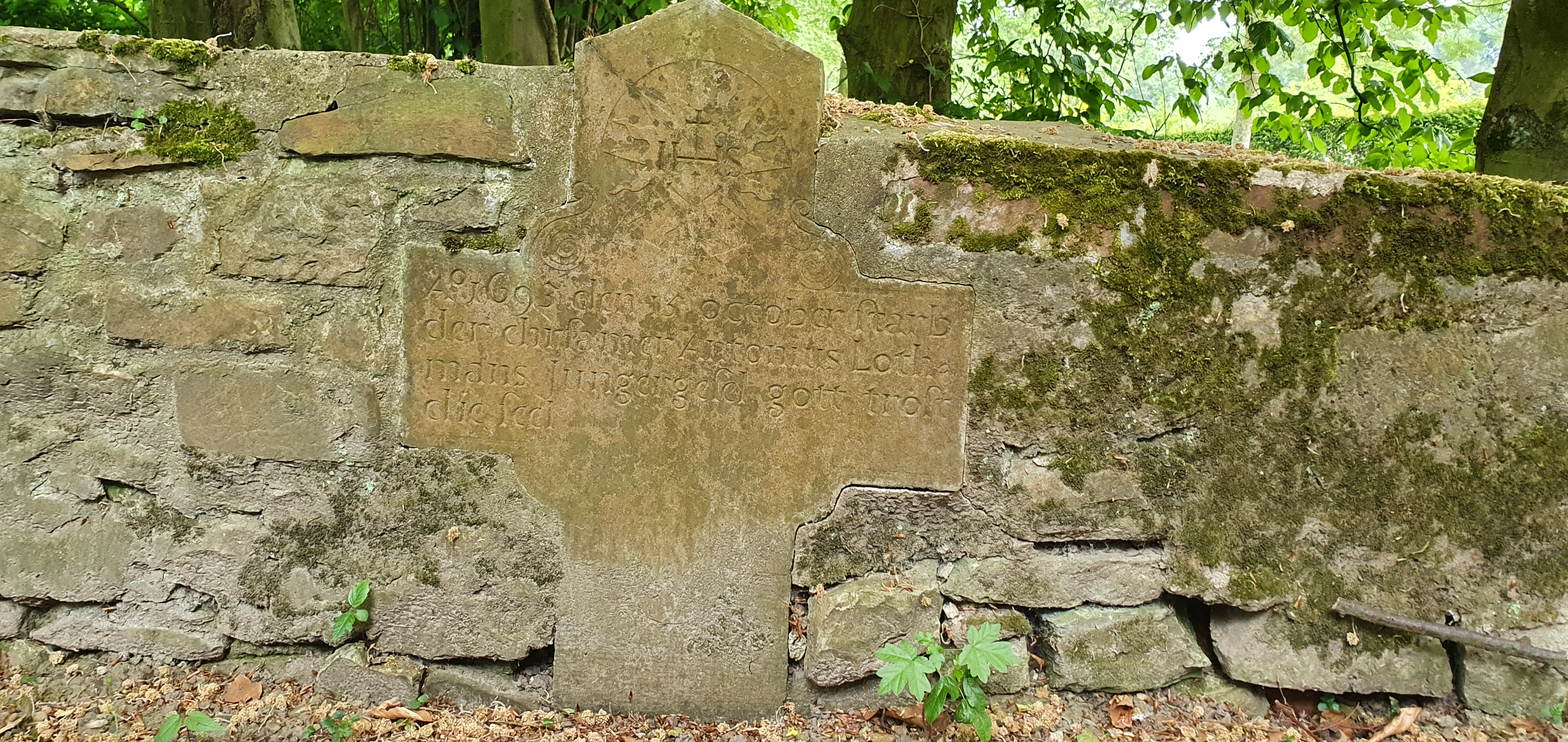
Grabstein von 1693
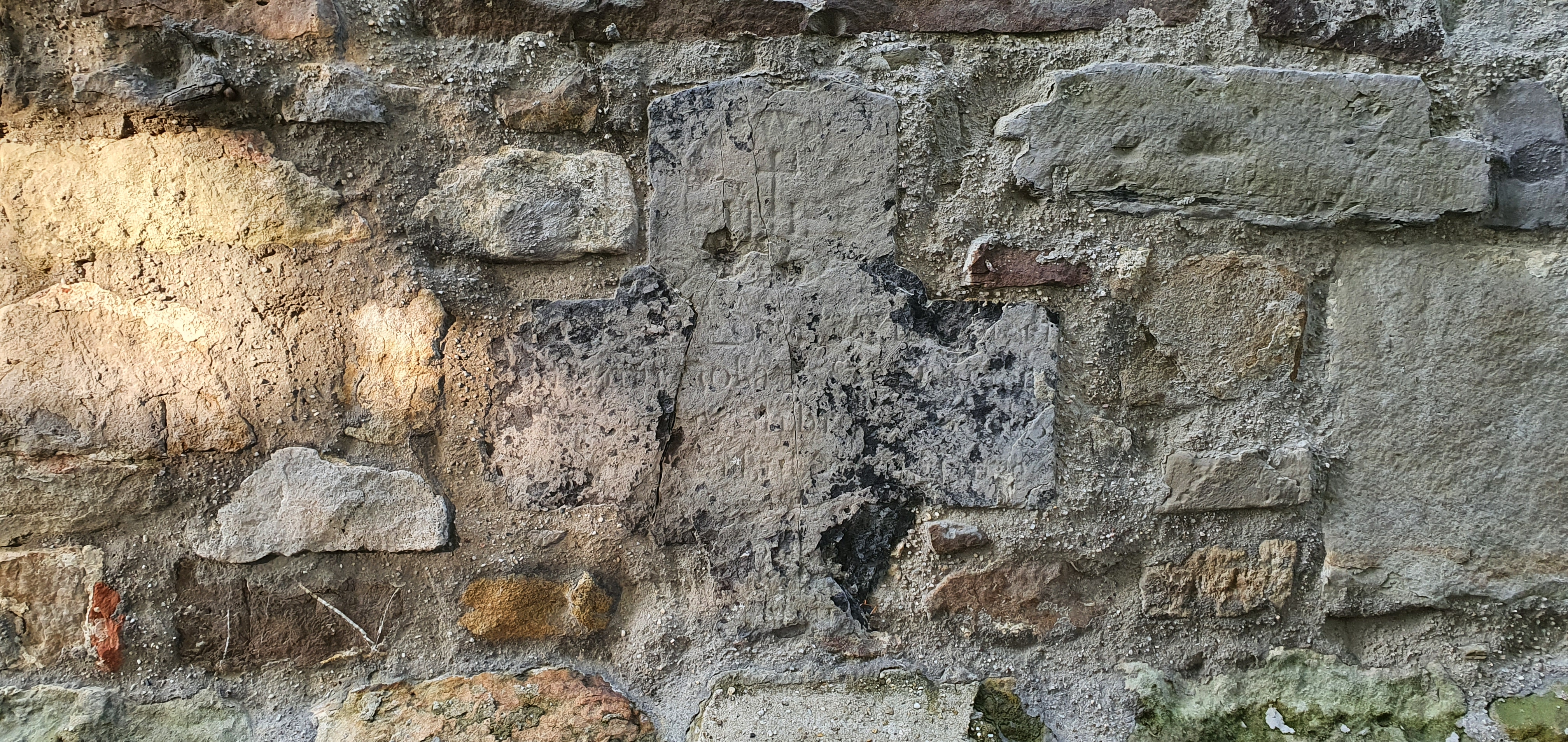
Grabstein von 1638

## Pfarrer und Rektoren

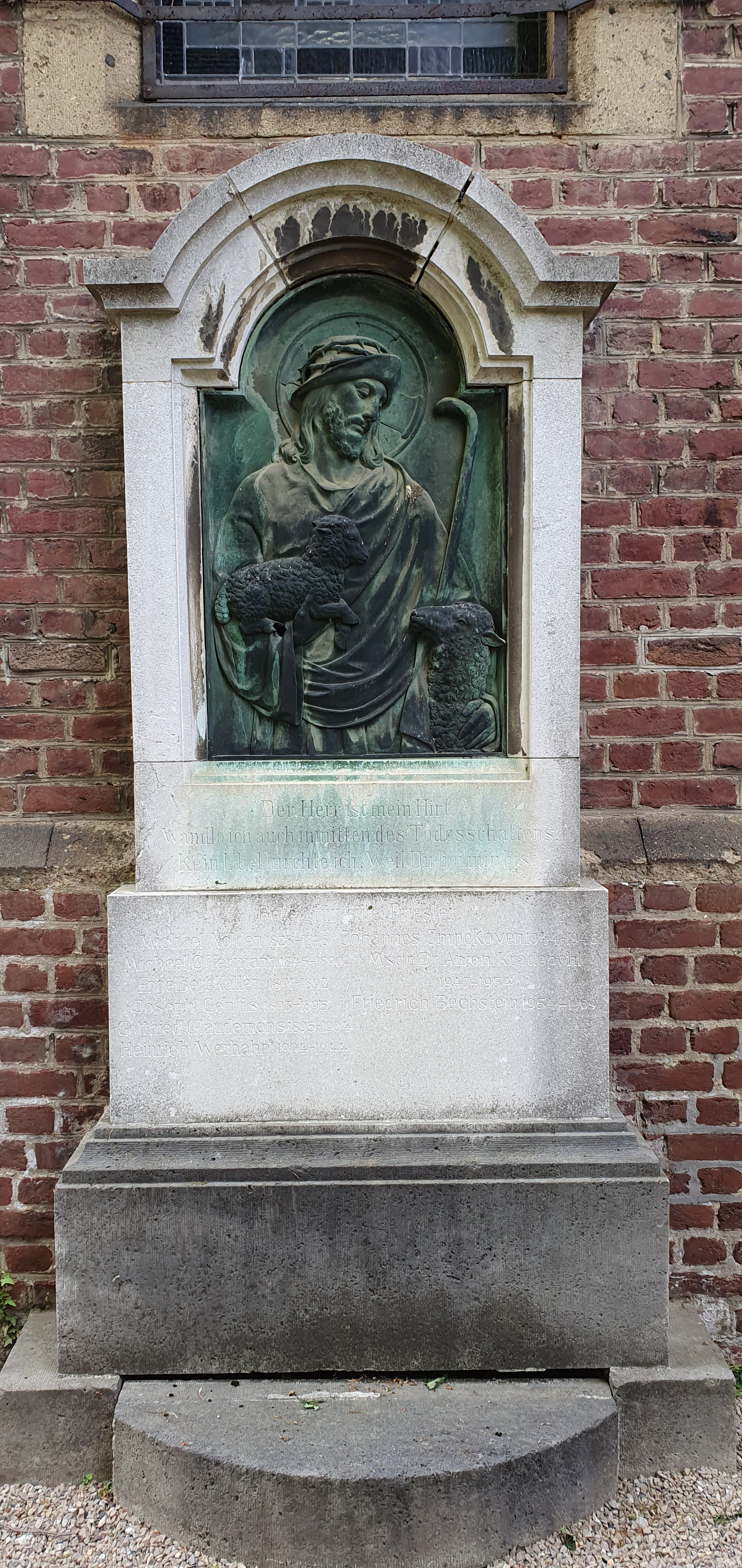
Der gute Hirte. Relief für die Priestergräber von St. Willibrord Euchen (Würselen) von Lambert Joseph Piedboeuf

- 1819–1828: Maximilian Josef Edmund Zimmermann (* 12. Oktober 1793 in Burtscheid, ab 1828 Pfarrer in Broich)
- 1828–1846: Franz Michael Josef (P. Thomas) Nolden (* 13. Mai 1769; † 12. Oktober 1846 in Euchen; Priesterweihe 20. Mai 1792)
- 1846–1890: Johann Michael Offermann (* 14. Juni 1809 in Köln; † 10. Januar 1890 in Euchen) (27. Februar 1836 Priesterweihe in Köln; 17. Oktober 1846 (Einführung) bis 10. Januar 1890)
- 1891–1892: Engelbert Kallen
- 1893–1895: Joseph Gentis
- 1895–1904: Gottfried Glaudemans
- 1904–1944: Heinrich Werhahn (10. August 1897 Priesterweihe im Kölner Dom)
- 1944–1947: Johannes Impekhoven
- 1947–1954: Monsignore Dr. Anton Kradepohl (16. Februar 1947 bis 7. März 1954)
- 1954–1969: Friedrich Bechstein (1954 bis 18. April 1969)
- 1969–1982: Pater Josef Lieth (2. Juni 1969 bis 29. August 1982)
- 1982–1984: Pater Hubert Schelte (7. November 1982 (Einführung) bis 30. März 1984)
- 1984–1985: Pater Weisgerber (22. Juli 1984 (Einführung) bis 1985)
- 1985–1989: Pater Lukowski (20. Oktober 1985 (Einführung) bis 8. Januar 1989)
- 1989–1991: Pater Erwin Wiesler (10. Februar 1989 (Ernennung) bis 24. September 1991)
- 1991–2010: Hans Rolf Krewinkel (* 28. November 1946 in Aachen; † 17. August 2010 Würselen)[4] (3. November 1991 (Einführung) bis 17. August 2010)
- seit 1. Januar 2010: Rainer Gattys als Pfarrer der Großpfarre St. Sebastian

## Bildergalerie

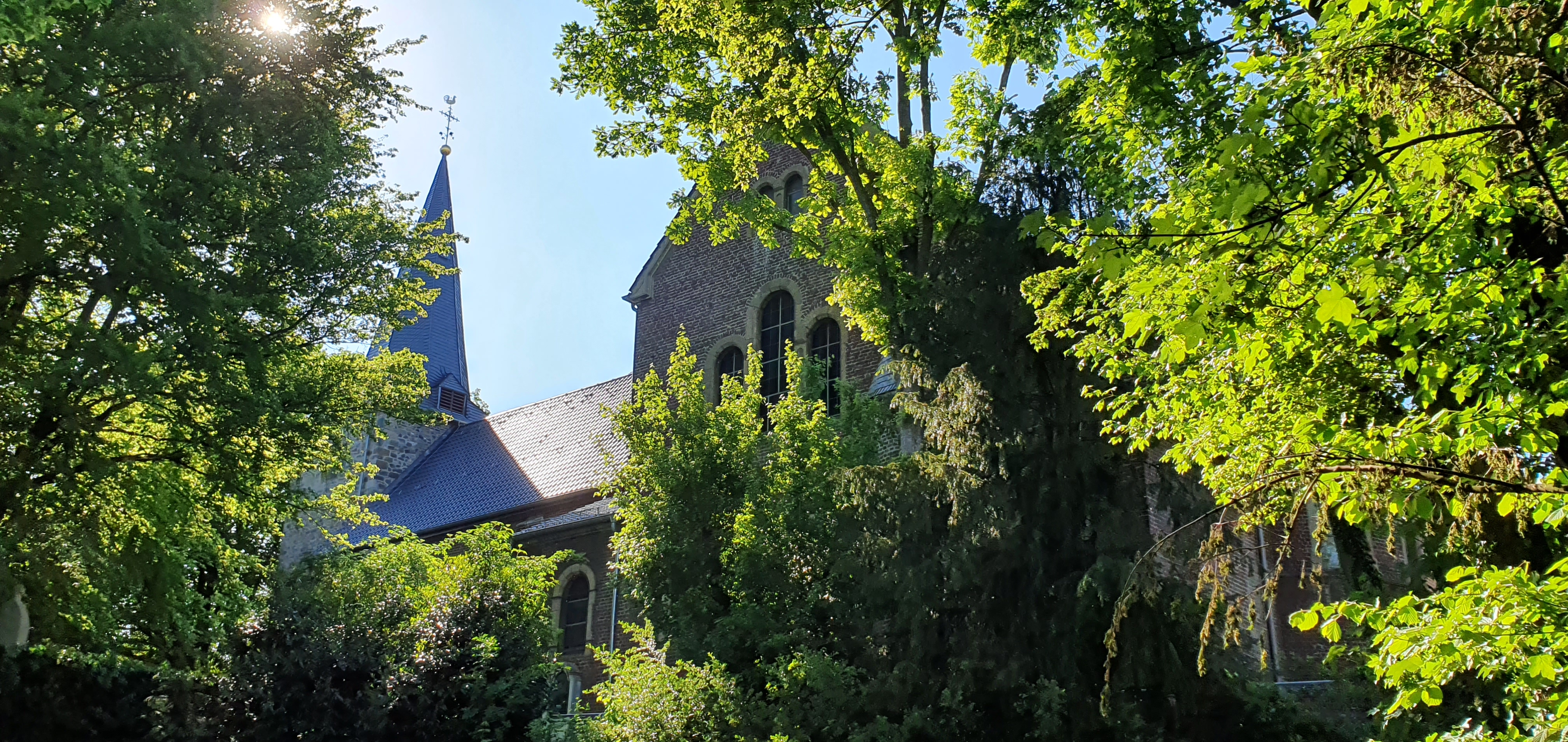
Sicht vom Friedhof
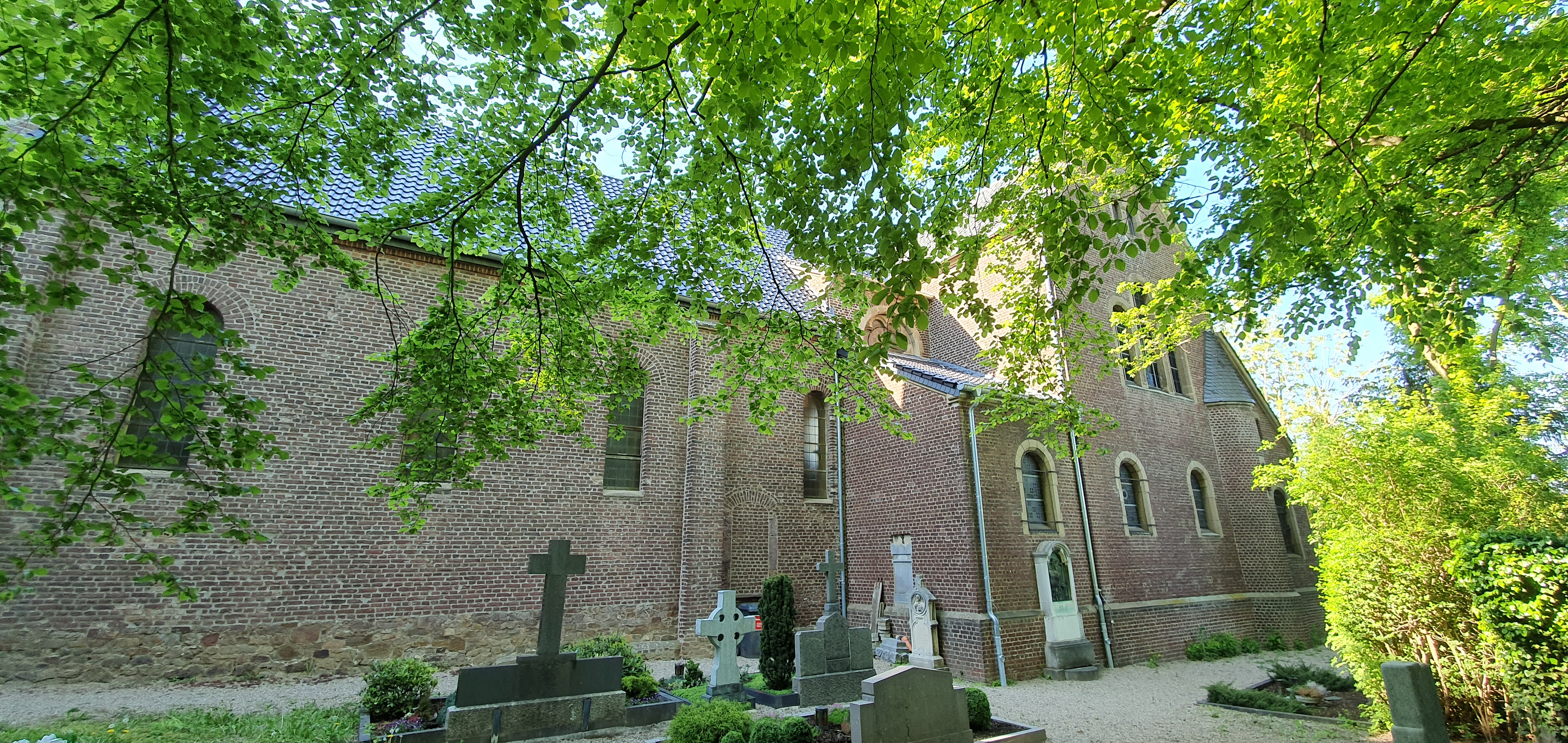
Sicht vom Friedhof
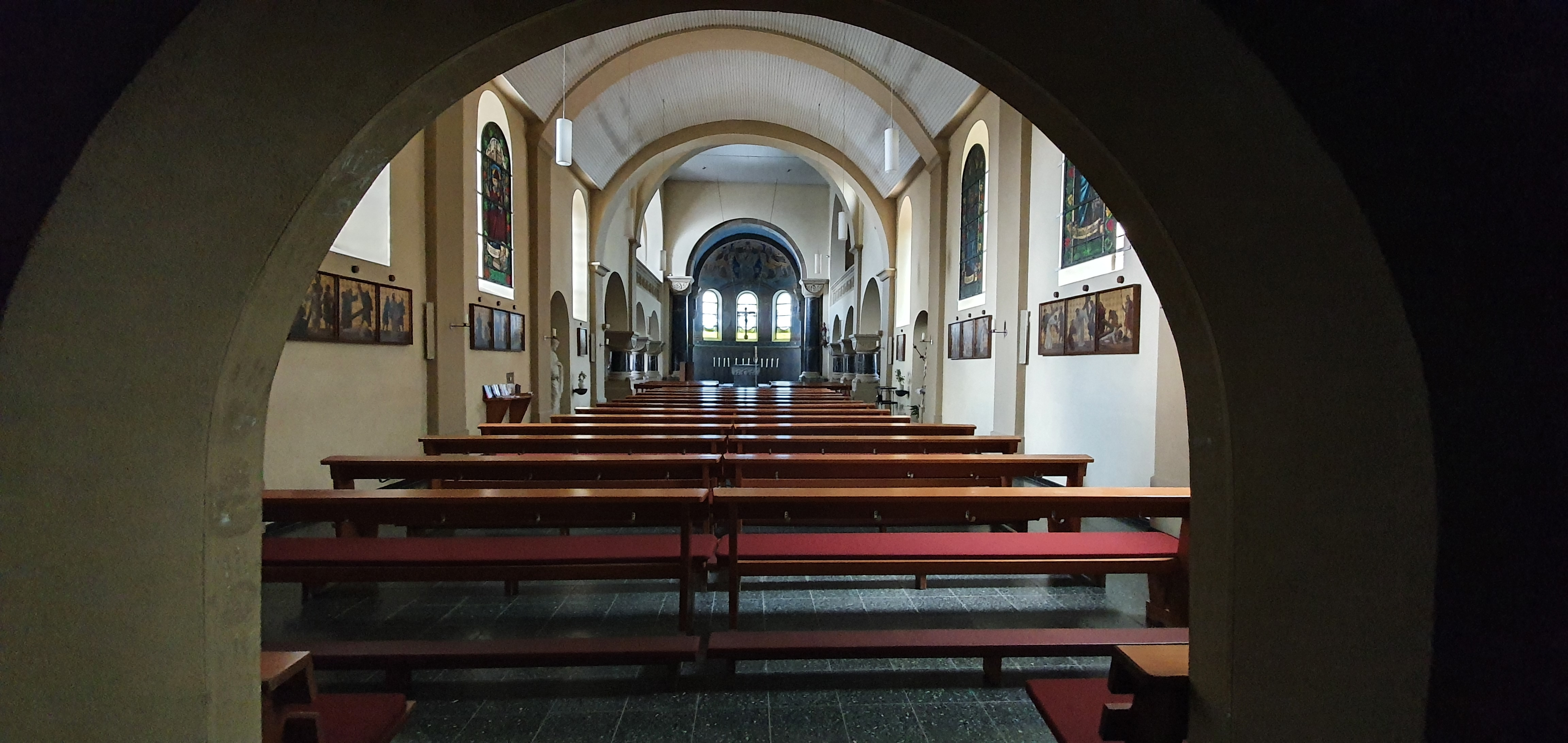
Innenansicht
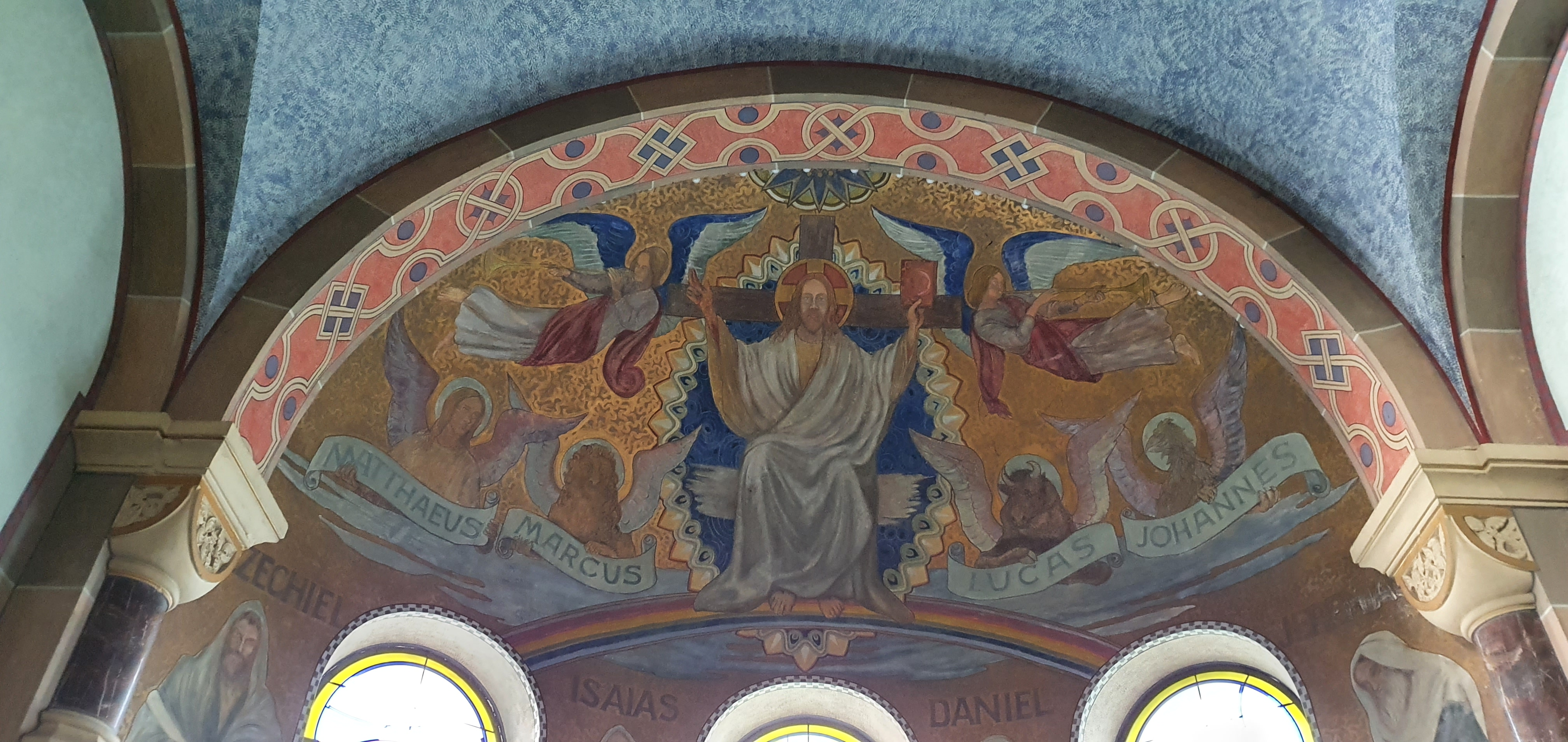
Chorraum von Philipp Schumacher im spätnazarenischen Stil (1924)
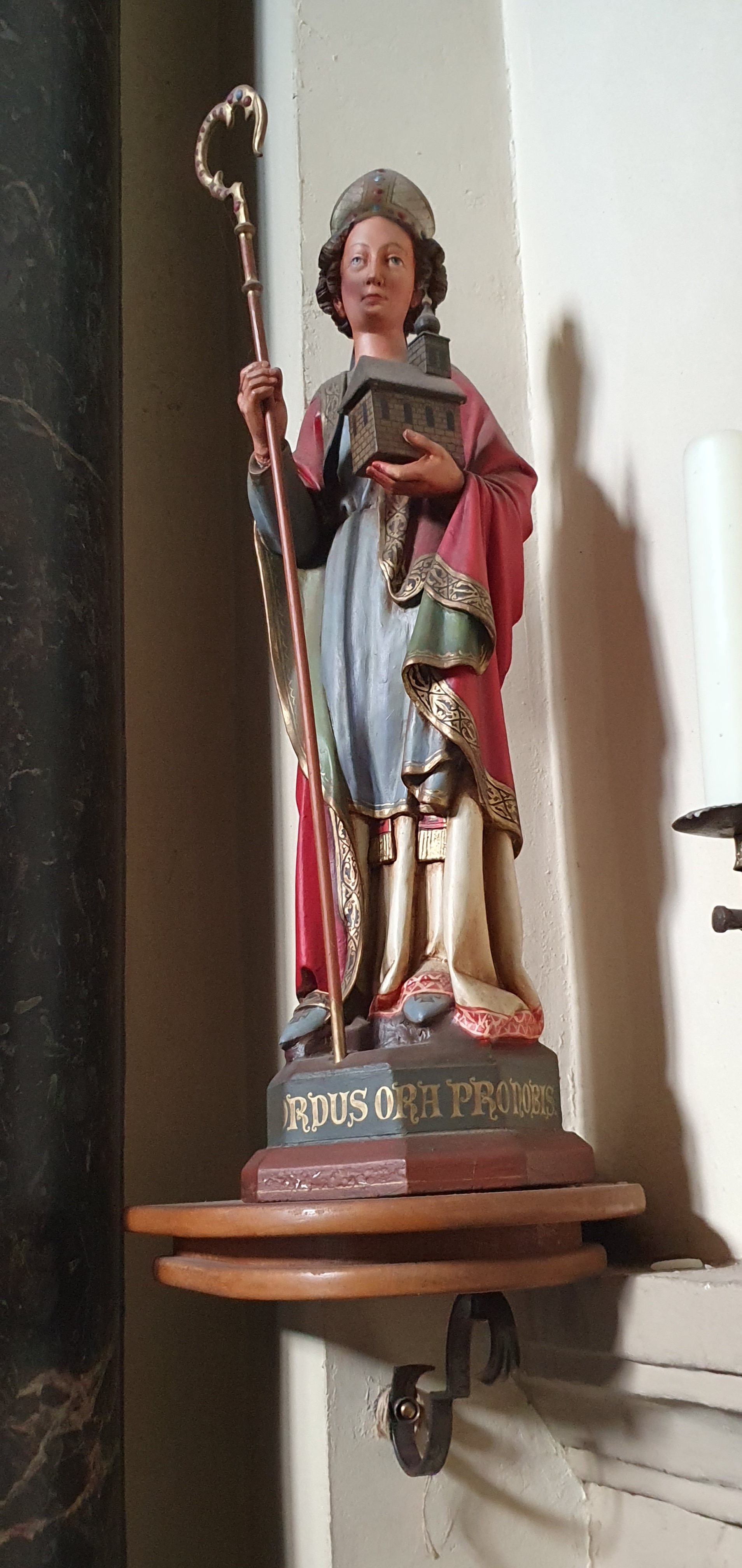
St. Willibrord Holzfigur aus der Mitte des 19. Jh.
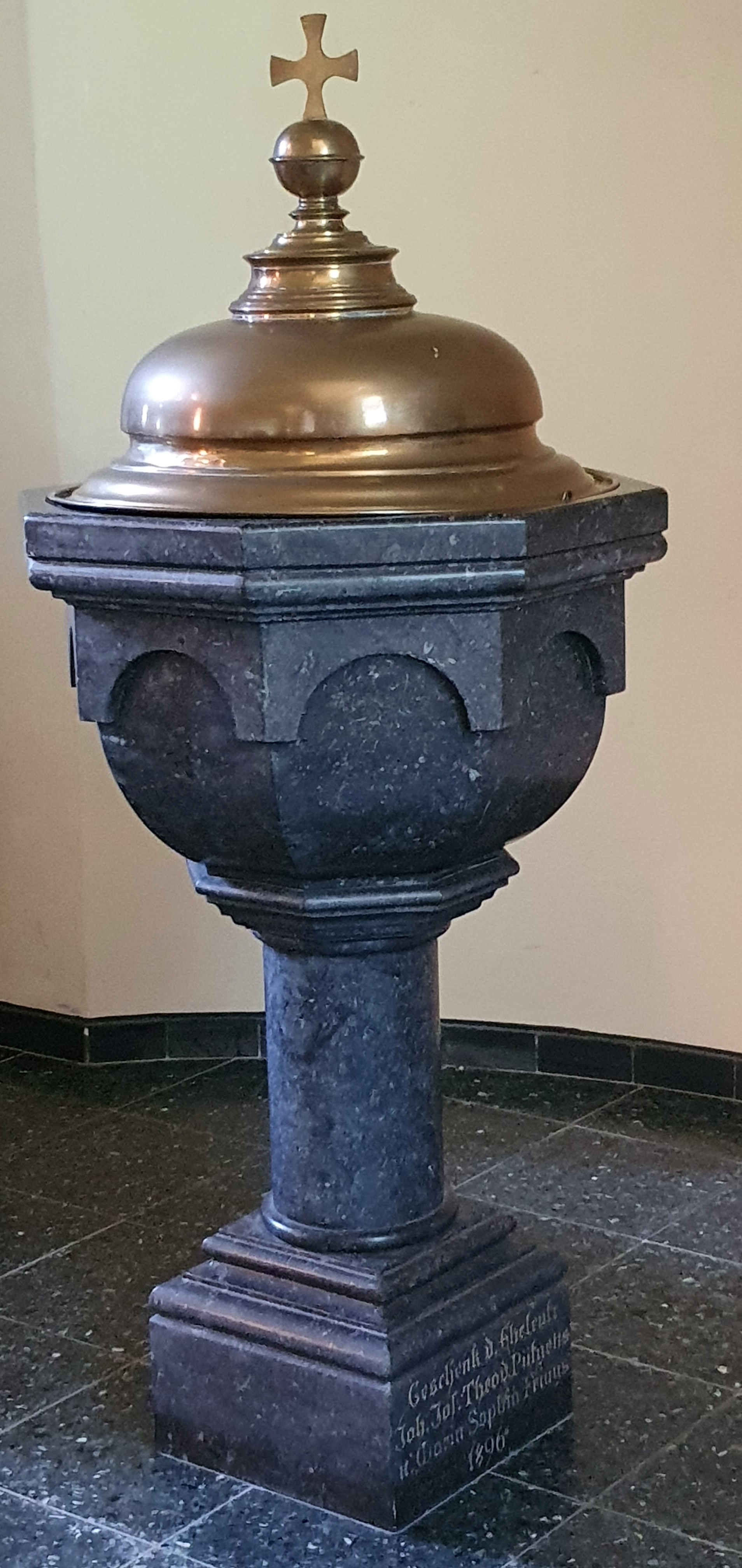
Taufbecken von 1896